# Scoop (site web)
Pour les articles homonymes, voir Scoop.
Scoop.co.nz est un site web d'actualité neo-zélandais. Il publie principalement des communiqués de presse.

## Controverse
En 2003, le site est accusé par le Guardian de diffuser des images très crues du conflit en Irak, montrant des civils blessés ou morts. Le rédacteur en chef, Alastair Thompson, se justifie en expliquant que « censurer des images de capture, de mort, en raison de la guerre est une erreur ». Dans le même article, le site est alors décrit comme de gauche (« left-wing ») par le Guardian.